# Anonimus
Anonimus (ang. Anonymous) – polityczny dreszczowiec i pseudohistoryczny dramat z 2011 roku w reżyserii Rolanda Emmericha.

## Opis fabuły
Film opowiada o renesansowym dworzaninie i poecie Edwardzie de Vere. Najbardziej jest znany z tego, że przypisuje mu się posługiwanie pseudonimem William Szekspir, a co za tym idzie, autorstwo jego prac.

## Obsada
- Rhys Ifans jako Edward de Vere
- Vanessa Redgrave jako Elżbieta I Tudor
- Sebastian Armesto jako Ben Jonson, poeta
- Rafe Spall jako William Szekspir
- David Thewlis jako William Cecil, 1. baron Burghley
- Edward Hogg jako Robert Cecil
- Xavier Samuel jako Henry Wriothesley, 3. hrabia Southampton
- Sam Reid jako  Robert Devereux, 2. hrabia Essex
- Jamie Campbell Bower jako młody Edward de Vere.
- Joely Richardson jako młoda Elżbieta I
- Trystan Gravelle jako Christopher Marlowe, poeta i dramaturg
- Robert Emms jako Thomas Dekker, dramaturg
- Tony Way jako Thomas Nashe, poeta i satyryk
- Derek Jacobi jako Narrator (Prolog i Epilog)
- Mark Rylance jako Henry Condell
- John Keogh jako Philip Henslowe
- Helen Baxendale jako Anna de Vere
- Amy Kwolek jako młoda Anna Cecil (de Vere)